# Juan Nolasco
Juan G. Nolasco (Manilla, 8 maart 1885 - 18 september 1960) was een Filipijns arts, politicus en bestuurder.

## Biografie
Juan Nolasco werd geboren op 8 maart 1885 in Tondo in de Filipijnse hoofdstad Manilla. Zijn ouders waren Ceferino Nolasco en Severa Gomez. Hij voltooide in 1901 een Bachelor of Arts-opleiding aan de Ateneo Municipal de Manila en behaalde in 1906 een licentiaat medicijnen en chirurgie aan de University of Santo Tomas. Nolasco was jarenlang werkzaam als arts van het Mary Johnson Hospital. 
Nolasco was raadslid van Manilla van 1916 tot 1919 en afgevaardigde namens het 1e kiesdistrict van Manilla van 1919 tot 1922. In 1931 werd Nolasco namens het 4e senaatsdistrict gekozen in de Senaat van de Filipijnen. In 1933 was Nolasco een van de parlementsleden die deelnamen aan de onafhankelijkheidsmissie van de Filipijnen in de Verenigde Staten. Bij de verkiezingen van 1934 werd hij herkozen als senator. Zijn tweede senaatstermijn eindigde echter voortijdig toen in 1935 de Filipijnse Grondwet werd aangenomen. De nieuwe Gemenebest van de Filipijnen kende vanaf dat jaar slechts nog het eenkamerige Nationale Assemblee van de Filipijnen. Van 29 augustus 1941 tot 23 december 1941 en van 19 juli 1945 tot 6 juni 1946 was Nolasco burgemeester van Manilla.
Na zijn laatste termijn als burgemeester was Nolasco werkzaam als arts.
Nolasco overleed in 1960 op 75-jarige leeftijd. Hij was getrouwd met Barbera Vicente.